# Aotus
Aotus Hilliger, 1811 è un genere di primati aplorrini comprendente le cosiddette scimmie notturne o mirichine. Vengono comunemente chiamati anche aoti, nittipiteci e saltatori notturni.

## Distribuzione
Questi animali sono diffusi in tutta l'America centro-meridionale, da Panama all'Argentina settentrionale, anche se pare che l'areale di alcune specie si estenda ancora più a nord, fino al Nicaragua.

## Descrizione
Si tratta di animali di piccole dimensioni, con la coda lunga almeno una volta e mezza il corpo.

Il nome del genere, Aotus, deriva dal greco a- (particella negativa) + otos (orecchio), significa quindi "privo di orecchie": in realtà queste scimmiette possiedono l'orecchio esterno, che tuttavia è di piccole dimensioni e spesso difficilmente distinguibile poiché nascosto nel pelame. Il nome comune di questi animali, scimmie notturne, è riferito alle loro abitudini: sono infatti le uniche scimmie vere e proprie dalle abitudini esclusivamente notturne. Il loro stile di vita è intuibile dai loro enormi occhi di colore bruno, capaci solamente di una visione monocromatica, ma tuttavia in grado di raccogliere il massimo della luce disponibile durante la notte.

Formano coppie stabili, oppure vivono in piccoli gruppi familiari che difendono un proprio territorio tramite segnali odorosi e vocalizzazioni: sono in grado di emettere fino a 100 differenti richiami.
Si riproducono una volta l'anno: viene partorito un unico cucciolo, che viene inizialmente trasportato dalla madre, ma già ad una settimana di vita è quasi esclusivamente il maschio a prendersene cura.

## Tassonomia
Inizialmente, al genere veniva ascritta solamente la specie Aotus trivirgatus: le diverse reazioni al Plasmodium della malaria portarono gli studiosi a riconoscere come nuova specie Aotus azarae, e questa ripartizione in due specie rimase invariata fino al 1983, quando, in seguito ad analisi molecolari del DNA, si è optato per una divisione di queste due specie in 7-8 specie a sé stanti. Alcuni autori, tuttavia, propendono al mantenimento della vecchia classificazione, considerando tutte le specie come sottospecie di Aotus trivirgatus ed Aotus azarae od addirittura non considerandole affatto sottospecie, ma solamente varietà locali.
- Famiglia Aotidae
  - Genere Aotus
    - Gruppo A. trivirgatus
      - Aotus brumbacki - aoto di Brumbach
      - Aotus hershkovitzi - aoto di Hershkovitz
      - Aotus lemurinus - aoto dal ventre grigio
      - Aotus trivirgatus - aoto dalle tre strisce o mirichina
      - Aotus vociferans - aoto di Spix

    - Gruppo A. azarae
      - Aotus azarae - aoto di Azara
      - Aotus infulatus - aoto felino
      - Aotus miconax - aoto andino
      - Aotus nancymaae - aoto di Nancy Ma
      - Aotus nigriceps - aoto dalla testa nera